# Luis Figuera Silvela
Luis Figuera Silvela (mort el 1892) fou un enginyer i polític espanyol, diputat a les Corts Espanyoles durant la restauració borbònica.

## Biografia
Treballà com a enginyer de mines a la zona de Castuera, on hi fou director de la Societat Lafitte i Cia de París. Alhora, participà en política i fou elegit diputat per Castuera a les eleccions generals espanyoles de 1873. Un cop es produí la restauració borbònica milità al Partit Conservador, amb el que fou elegit diputat pel districte de Navalmoral de la Mata a les eleccions generals espanyoles de 1876, pel d'Alcoi a les eleccions generals espanyoles de 1879 i pel de Cartagena a les eleccions generals espanyoles de 1884 i 1891. També fou senador per la província de Múrcia el 1887.